# Lady Madonna
"Lady Madonna" er en sang af John Lennon og Paul McCartney indspillet af The Beatles den 3. og 6. februar 1968, umiddelbart før The Beatles tog på tur til Indien.
Sangen blev udsendt som A-side på en single med "The Inner Light" som B-side. Denne single blev det sidste, som blev udsendt af gruppens hidtidige pladeselskaber, Parlophone (i Europa) og Capitol Records (i USA). Fra og med deres næste udgivelse, "Hey Jude" i august 1968, udgav The Beatles deres plader på deres eget pladeselskab, Apple Records. 

## Sangens oprindelse
Selv om sangen er krediteret 'Lennon/McCartney' som sædvane var, er der tale om en stort set ren McCartney-sang, dog med tekstmæssig bistand fra John Lennon. Selve melodien fik McCartney inspirationen til ved at lytte til Humphrey Lyttelton's instrumentalkomposition "Bad Penny Blues" fra 1956. Ifølge Paul McCartney selv følte han sig samtidig stærkt inspireret af Fats Domino og hans måde at håndtere klaveret på, hvilket tydeligt fornemmes når man lytter til sangen. 

## Andre versioner
Fats Domino lavede sin egen indspilning af "Lady Madonna" i 1968.
Elvis Presley indspillede sin version af "Lady Madonna" i Studio B hos RCA i Nashville den 17. maj 1971. Den blev udsendt på CD-boksen Walk a Mile in My Shoes – The Essential 70's Masters, der kom på gaden i oktober 1995. Elvis Presley lavede i øvrigt andre indspilninger af Beatles-melodier, fx "Yesterday" og "Hey Jude".

## Links
- The Beatles Bible's omtale af sangen